# Ibrahim Isaac Sidrak
Ibrahim Isaac Sidrak (ur. 19 sierpnia 1955 w Bani Szukajr) – egipski duchowny Kościoła katolickiego obrządku koptyjskiego, koptyjski katolicki patriarcha Aleksandrii od 2013.

## Życiorys
Studiował w seminarium duchownym w Kairze, gdzie 7 lutego 1980 otrzymał święcenia kapłańskie. Uzyskał licencjat z teologii dogmatycznej na Papieskim Uniwersytecie Gregoriańskim. W latach 1990–2001 był rektorem koptyjskiego seminarium duchownego w Maadi. Od 2002 pełnił funkcję proboszcza katedry w Kairze.

### Episkopat
29 września 2002 został wybrany biskupem Al-Minja. 5 października 2002 wybór ten został zatwierdzony przez Jana Pawła II. Sakry biskupiej udzielił mu 15 listopada 2002 ówczesny patriarcha aleksandryjski Kościoła koptyjskiego – Stefan II Ghattas.
Uczestniczył w dwóch zgromadzeniach specjalnych Synodu Biskupów: poświęcone Afryce (2009) i Kościołowi na Bliskim Wschodzie (2010).

### Patriarchat
15 stycznia 2013 Synod Biskupów Katolickiego Kościoła Koptyjskiego wybrał go kanonicznie Patriarchą Aleksandrii. Wybór ten został zatwierdzony przez papieża Benedykta XVI trzy dni później. Uroczysta intronizacja odbyła się 13 marca 2013.